# Łęczeszyce
Łęczeszyce – wieś sołecka w Polsce położona w województwie mazowieckim, w powiecie grójeckim, w gminie Belsk Duży.
| SIMC    | Nazwa                | Rodzaj    |
| ------- | -------------------- | --------- |
| 0614156 | Cegielnia-Łęczeszyce | część wsi |

W latach 1975-1998 miejscowość administracyjnie należała do województwa radomskiego.
W okolicach wsi swoje źródło ma rzeka Rykolanka.
Przez wieś przebiega droga wojewódzka 728.
Miejscowość jest siedzibą parafii pw. św. Jana Chrzciciela, należącej do dekanatu mogielnickiego, archidiecezji warszawskiej.

## Zabytki
- Klasztor ojców Paulinów z kościołem św. Jana Chrzciciela, zbudowanym w 1639[8] roku, z polichromowanymi ołtarzami.